# Михалёво (п/о Михайловское)
Не следует путать с одноименной деревней, находящейся в том же сельском округе, которая удалена от Рыбинска на 22 км, находится значительно выше по течению Черёмухи (южнее) и обслуживается почтовым отделением Сретенье 152984.
Михалёво (в документах администрации - Михалёво (14 км)) — деревня в Михайловском сельском округе Волжского сельского поселения Рыбинского района Ярославской области .
Небольшая деревня расположена на левом берегу реки Черёмуха, которая имеет на этом участке обрывистые берега высотой около 3 м. Михалёво — одна из ряда близко расположенных (на удалении менее 1 км) по левому берегу деревень, Ниже по течению, к северо-востоку стоят деревни Ивановское и Акулинское, а выше по течению, к юго-западу — деревня Орловское. Через эти деревни по левому берегу Черёмухи проходит просёлочная дорога из Максимовского на Сретенье. На этом участке вдоль левого берега Черёмухи расположены небольшие сельскохозяйственные угодья, далее от реки в западном направлении начинается лес шириной около 4 км, за которым начинаются поля и деревни Покровского сельского поселения.
На противоположном берегу ниже по течению стоит деревня Поповское, а выше по течению — Мологино, через которые проходит автомобильная дорога с регулярным автобусным сообщением .
Село Михалёво указано на плане Генерального межевания Рыбинского уезда 1792 года.
По левому берегу Черёмухи от южного края деревни Ивановское до южного края деревни Михалево протянулся геологический разрез, в котором встречаются Юрские аммониты уникальной сохранности. Это единственный в Ярославской области разрез юрских отложений, где можно увидеть границу киммериджских и волжских отложений. Нижний ярус разреза относится к нижнему подъярусу Кимериджского яруса Юрской системы. В чёрной глине встречаются ростры белемнитов и редкие аммониты. Выше в среднем подъярусе Волжского региояруса чёрный среднезернистый песчаник переполнен рострами белемнитов, встречаются полуразрушенные ядра аммонитов. Из бентосной фауны встречаются только редкие губки. В четвертичной системе в мелкозернистом, темно-сером, голубоватом до чёрного песке встречаются аммониты, белемниты, двустворчатые, брюхоногие, лопатоногие, иглокожие, брахиоподы, ракообразные, губки.
На 1 января 2007 года в деревне числилось 2 постоянных жителя . Деревня обслуживается почтовым отделением Михайловское. По почтовым данным в деревне 12 домов .